# Caragana stenophylla
Caragana stenophylla är en ärtväxtart som beskrevs av Antonina Ivanovna Pojarkova. Caragana stenophylla ingår i släktet karaganer, och familjen ärtväxter. Inga underarter finns listade i Catalogue of Life.